# Пескопеннатаро
Пескопеннатаро (итал. Pescopennataro) — коммуна в Италии, располагается в регионе Молизе, в провинции Изерния.
Население составляет 386 человек (2008 г.), плотность населения составляет 21 чел./км². Занимает площадь 18 км². Почтовый индекс — 86080. Телефонный код — 0865.
Покровителем населённого пункта считается святой San Rocco.

## Демография
Динамика населения:

## Администрация коммуны
- Официальный сайт: